# Robert Morrison (roddare)
Robert Erskine Morrison, född 26 mars 1902 i Richmond, död 19 februari 1980 i Longstanton, var en brittisk roddare.
Morrison blev olympisk guldmedaljör i fyra utan styrman vid sommarspelen 1924 i Paris.